# آرجون سارجا
آرجون سارجا (به انگلیسی: Arjun Sarja)(زاده ۱۵ اوت ۱۹۶۴) بازیگر هندی است.
از فیلم‌هایی که وی در آن نقش داشته‌است می‌توان به دریا، سروزیر، رودخانه خون، بازی فریب، نام من سوریا، بازی، خوش آمدی، ساده، آخرین تدوین کارگردان، دروغ، ظلم و ستم، پرده آهنین و لئو اشاره کرد.